# Sîngera
Sîngera è una città della Moldavia appartenente al Municipio di Chișinău di 7.354 abitanti al censimento del 2004